# Shinigami no ballad
Shinigami no ballad (しにがみのバラッド。, La ballade de la déesse de la Mort) est un ensemble de plusieurs nouvelles japonaises originellement adaptées en light novel, puis en une série d'anime constituée de 6 épisodes diffusée depuis le 2 mars 2006 sur WOWOW, en manga en 3 volumes puis un drama de 12 épisodes.

## Histoire
Shinigami no ballad raconte l'histoire de Momo (モモ), une jeune shinigami, c'est-à-dire un être chargé, dans la mythologie japonaise, de rompre le fil de la vie et d'emporter l'âme des morts. Accompagnée de son chat volant Daniel (ダニエル, Danieru) et armé de sa carte de travail de shinigami matricule A-100100, elle tente d'adoucir la tristesse des vies humaines finissantes ou commençantes.

## Anime

### Fiche
- Auteur des nouvelles : Keisuke Hasegawa
- Réalisateur : Tomomi Mochizuki
- Character designer : Hiroyuki Horiuchi
- Musique : Moka
- Production : Pony Canyon
- Studio d'animation : Ginga-ya, Group TAC

### Musique

#### Génériques

##### Générique d’ouverture
- Titre : No One
- Composition et arrangement : macado
- Chant : KOY

##### Générique de fin
- Titre : White Messenger
- Chant : KOY

### Seiyū
- Akiko Kobayashi : Momo
- Ai Shimizu : Daniel
- Chiwa Saito : Mai Makihara
- Tomoko Kaneda : Kōta Nodo
- Kana Ueda : Yutaka Fujishima

### Liste des épisodes
| N. | Titre français (litt.) | Titre japonais   | Titre rōmaji     | Titre francophone officiel |
| -- | ---------------------- | ---------------- | ---------------- | -------------------------- |
| 1  | Ta voix                | きみのこえ。     | Kimi no koe      |                            |
| 2  | Longévité d'un poisson | さかなのころ。   | Sakana no koro   |                            |
| 3  | Par delà la lumière    | ひかりのかなた。 | Hikari no kanata |                            |
| 4  | Magie de l'automne     | あきのまほう。   | Aki no mahō      |                            |
| 5  | Lueur des lucioles     | ほたるのひかり。 | Hotaru no hikari |                            |
| 6  | Périple du cœur        | こころのたび。   | Kokoro no tabi   |                            |